# Pordenone Calcio 2017-2018
Questa voce raccoglie le informazioni riguardanti il Pordenone Calcio nelle competizioni ufficiali della stagione 2017-2018.

## Stagione
Il 12 dicembre, a San Siro contro l'Inter, termina il cammino dei neroverdi in Coppa Italia, agli ottavi di finale. Il club friulano riesce a fermare sullo 0-0 per 120 minuti la formazione nerazzurra e si arrende solo ai rigori.

## Divise e sponsor
Il fornitore ufficiale di materiale tecnico per la stagione 2017-2018 è Joma, mentre gli sponsor ufficiali sono Assiteca (impresso al centro del torso), Sèleco Easy Life (impresso al centro dell'addome), CRO – Area Giovani (sul petto a destra) e Recycla (nel retro sotto la numerazione).
| Casa | Trasferta |

## Rosa
Di seguito la rosa tratta dal sito internet ufficiale della società:
| N. |                     | Ruolo | Calciatore               |
| -- | ------------------- | ----- | ------------------------ |
| 1  | Italia (bandiera)   | P     | Simone Perilli           |
| 2  | Italia (bandiera)   | D     | Giovanni Formiconi       |
| 3  | Italia (bandiera)   | D     | Michele De Agostini      |
| 4  | Italia (bandiera)   | D     | Mirko Stefani (capitano) |
| 5  | Italia (bandiera)   | C     | Luca Lulli               |
| 5  | Italia (bandiera)   | C     | Francesco Bombagi        |
| 6  | Italia (bandiera)   | D     | Giulio Parodi            |
| 7  | Italia (bandiera)   | C     | Matteo Buratto           |
| 7  | Italia (bandiera)   | A     | Manuel Nocciolini        |
| 8  | Italia (bandiera)   | C     | Salvatore Burrai         |
| 9  | Italia (bandiera)   | A     | Federico Gerardi         |
| 10 | Italia (bandiera)   | A     | Emanuele Berrettoni      |
| 11 | Spagna (bandiera)   | A     | Miguel Sainz-Maza        |
| 11 | Italia (bandiera)   | A     | Emanuele Cicerelli       |
| 12 | Lettonia (bandiera) | P     | Kristaps Zommers         |

| N. |                      | Ruolo | Calciatore          |
| -- | -------------------- | ----- | ------------------- |
| 12 | Italia (bandiera)    | P     | Stefano Mazzini     |
| 14 | Italia (bandiera)    | D     | Eros Pellegrini     |
| 15 | Argentina (bandiera) | D     | Santiago Visentin   |
| 17 | Italia (bandiera)    | A     | Patrick Ciurria     |
| 18 | Italia (bandiera)    | A     | Simone Raffini      |
| 19 | Italia (bandiera)    | A     | Riccardo Martignago |
| 20 | Italia (bandiera)    | C     | Vincenzo Silvestro  |
| 21 | Italia (bandiera)    | C     | Gianvito Misuraca   |
| 22 | Italia (bandiera)    | P     | Marco Meneghetti    |
| 23 | Italia (bandiera)    | D     | Leonardo Nunzella   |
| 24 | Italia (bandiera)    | C     | Dejan Danza         |
| 26 | Italia (bandiera)    | D     | Alessandro Bassoli  |
| 27 | Italia (bandiera)    | A     | Simone Magnaghi     |
| 31 | Italia (bandiera)    | C     | Cristian Caccetta   |
| 33 | Italia (bandiera)    | C     | Roberto Zammarini   |

## Calciomercato

### Sessione estiva(dal 01/07 al 31/08)
| Acquisti | Acquisti           | Acquisti           | Acquisti      |
| R.       | Nome               | da                 | Modalità      |
| -------- | ------------------ | ------------------ | ------------- |
| P        | Kristaps Zommers   | Parma              | prestito      |
| P        | Simone Perilli     | Reggiana           | definitivo    |
| D        | Alberto Boniotti   | Brescia            | prestito      |
| D        | Giovanni Formiconi | Bassano            | definitivo    |
| D        | Santiago Visentin  | Ferro Carril Oeste | definitivo    |
| D        | Alessandro Bassoli | Chievo             | definitivo    |
| D        | Leonardo Nunzella  | Parma              | definitivo    |
| C        | Marco De Anna      | Delta Porto Tolle  | fine prestito |
| C        | Vincenzo Silvestro | Bologna            | prestito      |
| C        | Luca Lulli         | Sambenedettese     | definitivo    |
| C        | Dejan Danza        | Pro Vercelli       | definitivo    |
| A        | Simone Raffini     | Lucchese           | fine prestito |
| A        | Miguel Sainz-Maza  | Foggia             | prestito      |
| A        | Simone Magnaghi    | Taranto            | definitivo    |
| A        | Federico Gerardi   | Feralpisalò        | definitivo    |
| A        | Patrick Ciurria    | Spezia             | definitivo    |

| Cessioni | Cessioni            | Cessioni    | Cessioni      |
| R.       | Nome                | a           | Modalità      |
| -------- | ------------------- | ----------- | ------------- |
| P        | Matteo Tomei        | Siracusa    | definitivo    |
| P        | Marco D'Arsiè       |             | svincolato    |
| D        | Alberto Boniotti    | Brescia     | fine prestito |
| D        | Claudio Zappa       | Juventus    | fine prestito |
| D        | Paolo Marchi        | Feralpisalò | definitivo    |
| D        | Andrea Ingegneri    | Palermo     | definitivo    |
| D        | Daniel Semenzato    | Catania     | definitivo    |
| C        | Danilo Bulevardi    | Pescara     | fine prestito |
| C        | Marco De Anna       | Arzignano   | prestito      |
| C        | Matteo Gerbaudo     | Cuneo       | prestito      |
| C        | Sergiu Suciu        | Venezia     | definitivo    |
| C        | Luca Cattaneo       | Brescia     | definitivo    |
| A        | Stefano Padovan     | Juventus    | fine prestito |
| A        | Rachid Arma         | Triestina   | definitivo    |
| A        | Stefano Pietribiasi |             | svincolato    |

### Sessione invernale(dal 03/01 al 31/01)
| Acquisti | Acquisti           | Acquisti    | Acquisti      |
| R.       | Nome               | da          | Modalità      |
| -------- | ------------------ | ----------- | ------------- |
| P        | Stefano Mazzini    | Atalanta    | prestito      |
| C        | Marco De Anna      | Arzignano   | fine prestito |
| C        | Roberto Zammarini  | Pisa        | prestito      |
| C        | Cristian Caccetta  | Catania     | prestito      |
| C        | Francesco Bombagi  | Ternana     | definitivo    |
| A        | Manuel Nocciolini  | Parma       | prestito      |
| A        | Emanuele Cicerelli | Salernitana | prestito      |

| Cessioni | Cessioni            | Cessioni  | Cessioni      |
| R.       | Nome                | a         | Modalità      |
| -------- | ------------------- | --------- | ------------- |
| P        | Kristaps Zommers    | Parma     | fine prestito |
| D        | Eros Pellegrini     | Fano      | definitivo    |
| C        | Marco De Anna       | Tamai     | prestito      |
| C        | Luca Lulli          | Arezzo    | prestito      |
| C        | Dejan Danza         | Fano      | definitivo    |
| C        | Matteo Buratto      | Lucchese  | definitivo    |
| A        | Miguel Sainz-Maza   | Foggia    | fine prestito |
| A        | Simone Raffini      | Pontedera | prestito      |
| A        | Riccardo Martignago | Mestre    | definitivo    |

## Risultati

### Serie C

#### Girone di andata
| Arbitro: | D'Ascanio (Ancona) |

|  |           |                     |
|  | Marcatori | 90+3’ (rig.) Burrai |

| Arbitro: | Mantelli (Brescia) |

|                                        |           |        |
| Gerardi 27’ Martignago 43’ Ciurria 54’ | Marcatori | 8’ Cia |

| Arbitro: | Santoro (Messina) |

|  |           |            |
|  | Marcatori | 70’ Parodi |

| Arbitro: | Viotti (Tivoli) |

|                               |           |                        |
| Formiconi 25’ (aut.) Diop 39’ | Marcatori | 3’ Ciurria 10’ Gerardi |

| Arbitro: | De Angeli (Milano) |

|                                          |           |                              |
| Danza 9’, 77’ Gerardi 31’ Sainz-Maza 37’ | Marcatori | 67’ Ilari 84’ (rig.) Barbuti |

| Salò 2 ottobre 2017, ore 20:45 CEST 6ª giornata | Feralpisalò        | 0 – 0 referto | Pordenone | Stadio Lino Turina (1 190 spett.)\| Arbitro: \| Zanonato (Vicenza) \| |
| Arbitro:                                        | Zanonato (Vicenza) |               |           |                                                                       |

| Arbitro: | Provesi (Treviglio) |

|                         |           |                            |
| Ciurria 8’ Magnaghi 90’ | Marcatori | 6’ E. Marchi 21’ Casiraghi |

| Arbitro: | De Santis (Lecce) |

|                                     |           |          |
| De Agostini 45’ Burrai 90+2’ (rig.) | Marcatori | 41’ Samb |

| Arbitro: | Pasciuta (Agrigento) |

|           |           |             |
| Kouko 14’ | Marcatori | 44’ Gerardi |

| Arbitro: | Meraviglia (Pistoia) |

|                              |           |                          |
| Sainz-Maza 14’ Gerardi 45+1’ | Marcatori | 27’ Sottovia 84’ Politti |

| Fermo 29 ottobre 2017, ore 14:30 CEST 11ª giornata | Fermana        | 0 – 0 referto | Pordenone | Stadio Bruno Recchioni (1 315 spett.)\| Arbitro: \| Volpi (Arezzo) \| |
| Arbitro:                                           | Volpi (Arezzo) |               |           |                                                                       |

| Arbitro: | Nicoletti (Catanzaro) |

|                          |           |                                      |
| Misuraca 3’ Magnaghi 51’ | Marcatori | 50’, 72’ Troiani 53’ Arma 67’ Mensah |

| Arbitro: | Maggioni (Lecco) |

|            |           |  |
| Cianci 62’ | Marcatori |  |

| Arbitro: | Perotti (Legnano) |

|             |           |                             |
| Ciurria 51’ | Marcatori | 42’ Belingheri 53’ Pulzetti |

| 19 dicembre 2017 15ª giornata | Modena | – Partita non disputata per l'esclusione del Modena dal torneo. | Pordenone |  |

| Arbitro: | Paterna (Teramo) |

|                                         |           |                     |
| Ciurria 18’ Sainz-Maza 40’ Magnaghi 73’ | Marcatori | 62’ Comi 71’ Lanini |

| Arbitro: | Marchetti (Ostia Lido) |

|               |           |              |
| Rapisarda 68’ | Marcatori | 52’ Magnaghi |

| 10 dicembre 2017 18ª giornata |  | – Turno di riposo Pordenone |  |  |

| Arbitro: | Zanonato (Vicenza) |

|                  |           |  |
| Di Gennaro 90+3’ | Marcatori |  |

#### Girone di ritorno
| Arbitro: | Ricci (Firenze) |

|  |           |              |
|  | Marcatori | 78’ Piccioni |

| Arbitro: | Cudini (Fermo) |

|                       |           |  |
| Costantino 55’ (rig.) | Marcatori |  |

| Pordenone 20 gennaio 2018, ore 16:30 CET 22ª giornata | Pordenone                | 0 – 0 referto | Fano | Stadio Ottavio Bottecchia (1 400 spett.)\| Arbitro: \| Pashuku (Albano Laziale) \| |
| Arbitro:                                              | Pashuku (Albano Laziale) |               |      |                                                                                    |

| Arbitro: | Sozza (Seregno) |

|               |           |          |
| Formiconi 34’ | Marcatori | 30’ Diop |

| Arbitro: | Mei (Pesaro) |

|  |           |             |
|  | Marcatori | 11’ Bassoli |

| Arbitro: | D. Miele (Torino) |

|  |           |                                   |
|  | Marcatori | 8’ Ferretti 13’ Guerra 30’ Voltan |

| Arbitro: | Garofalo (Torre del Greco) |

|                             |           |                                          |
| Malaccari 52’ E. Marchi 57’ | Marcatori | 15’ Ciurria 68’ Nocciolini 73’ Formiconi |

| Arbitro: | Zingarelli (Siena) |

|                |           |  |
| Maistrello 26’ | Marcatori |  |

| Pordenone 3 marzo 2018, ore 18:30 CET 28ª giornata | Pordenone     | 0 – 0 referto | AlbinoLeffe | Stadio Ottavio Bottecchia (1 000 spett.)\| Arbitro: \| Longo (Paola) \| |
| Arbitro:                                           | Longo (Paola) |               |             |                                                                         |

| Arbitro: | Cipriani (Empoli) |

|                                                    |           |                                         |
| Perna 1’ Neto Pereira 15’ Lavagnoli 80’ Fabbri 85’ | Marcatori | 11’ Misuraca 69’ Stefani 70’ Berrettoni |

| Arbitro: | Capone (Palermo) |

|                         |           |  |
| Burrai 2’ Formiconi 33’ | Marcatori |  |

| Arbitro: | Schirru (Olbia) |

|                   |           |               |
| Arma 90+6’ (rig.) | Marcatori | 59’ Zammarini |

| Arbitro: | De Angeli (Abbiategrasso) |

|                                               |           |                                  |
| Gerardi 8’, 25’ Zammarini 52’ De Agostini 88’ | Marcatori | 10’, 28’ Cattaneo 90+1’ Altinier |

| Arbitro: | D'Ascanio (Ancona) |

|                                       |           |  |
| Mazzocco 48’ Pulzetti 58’ Gliozzi 68’ | Marcatori |  |

| 8 aprile 2018 34ª giornata | Pordenone | – Gara non disputata per l'esclusione del Modena dal torneo | Modena |  |

| Arbitro: | Maggioni (Lecco) |

|             |           |            |
| Ferrari 20’ | Marcatori | 69’ Burrai |

| Arbitro: | Amabile (Vicenza) |

|                                      |           |  |
| Zammarini 42’, 75’, 80’ Magnaghi 57’ | Marcatori |  |

| 29 aprile 2018 37ª giornata |  | – Turno di riposo Pordenone |  |  |

| Arbitro: | Lorenzin (Castelfranco Veneto) |

|                |           |            |
| De Agostini 2’ | Marcatori | 2’ De Luca |

### Play-off
| Arbitro: | Marchetti (Ostia Lido) |

|                                  |           |              |
| Raffaello 40’ M. Marchi 51’, 65’ | Marcatori | 33’ Magnaghi |

### Coppa Italia
| Arbitro: | Amabile (Vicenza) |

|                               |           |  |
| Buratto 21’ Burrai 90’ (rig.) | Marcatori |  |

| Arbitro: | Giua (Olbia) |

|           |           |                           |
| Moreo 60’ | Marcatori | 13’ Martignago 77’ Burrai |

| Arbitro: | Chiffi (Padova) |

|                                          |           |                   |
| Raffini 78’ Burrai 83’ (rig.) Parodi 90’ | Marcatori | 6’, 48’ Di Piazza |

| Arbitro: | Piscopo (Imperia) |

|             |           |                           |
| Dessena 18’ | Marcatori | 6’ Sainz-Maza 62’ Bassoli |

| Arbitro: | Sacchi (Macerata) |

|                                                              |                      |                                                       |
| Brozović Perišić Škriniar Gagliardini Icardi Vecino Nagatomo | Tiri di rigore 5 – 4 | Misuraca Burrai Magnaghi Lulli Stefani Ciurria Parodi |

### Coppa Italia Serie C
| Arbitro: | Curti (Milano) |

|               |           |             |
| Comi 46’, 78’ | Marcatori | 55’ Raffini |

## Statistiche
Statistiche aggiornate al 12 maggio 2018.

### Statistiche di squadra
| Competizione         | Punti                  | In casa | In casa | In casa | In casa | In casa | In casa | In trasferta | In trasferta | In trasferta | In trasferta | In trasferta | In trasferta | Totale | Totale | Totale | Totale | Totale | Totale | DR |
| Competizione         | Punti                  | G       | V       | N       | P       | Gf      | Gs      | G            | V            | N            | P            | Gf           | Gs           | G      | V      | N      | P      | Gf     | Gs     | DR |
| -------------------- | ---------------------- | ------- | ------- | ------- | ------- | ------- | ------- | ------------ | ------------ | ------------ | ------------ | ------------ | ------------ | ------ | ------ | ------ | ------ | ------ | ------ | -- |
| Serie C              | 46                     | 17      | 7       | 6       | 4       | 31      | 25      | 17           | 4            | 7            | 6            | 15           | 19           | 34     | 11     | 13     | 10     | 46     | 44     | +2 |
| Play-off             | primo turno            | 0       | 0       | 0       | 0       | 0       | 0       | 1            | 0            | 0            | 1            | 1            | 3            | 1      | 0      | 0      | 1      | 1      | 3      | -2 |
| Coppa Italia         | ottavi di finale       | 2       | 2       | 0       | 0       | 5       | 2       | 3            | 2            | 1            | 0            | 4            | 2            | 5      | 4      | 1      | 0      | 9      | 4      | +5 |
| Coppa Italia Serie C | sedicesesimi di finale | 0       | 0       | 0       | 0       | 0       | 0       | 1            | 0            | 0            | 1            | 1            | 2            | 1      | 0      | 0      | 1      | 1      | 2      | -1 |
| Totale               | 46                     | 19      | 9       | 6       | 4       | 36      | 27      | 22           | 6            | 8            | 8            | 21           | 26           | 41     | 15     | 14     | 12     | 57     | 53     | +4 |

### Andamento in campionato
| Giornata  | 1 | 2 | 3 | 4 | 5 | 6 | 7 | 8 | 9 | 10 | 11 | 12 | 13 | 14 | 15 | 16 | 17 | 18 | 19 | 20 | 21 | 22 | 23 | 24 | 25 | 26 | 27 | 28 | 29 | 30 | 31 | 32 | 33 | 34 | 35 | 36 | 37 | 38 |
| --------- | - | - | - | - | - | - | - | - | - | -- | -- | -- | -- | -- | -- | -- | -- | -- | -- | -- | -- | -- | -- | -- | -- | -- | -- | -- | -- | -- | -- | -- | -- | -- | -- | -- | -- | -- |
| Luogo     | T | C | T | T | C | T | C | C | T | C  | T  | C  | T  | C  | -  | C  | T  | -  | T  | C  | T  | C  | C  | T  | C  | T  | T  | C  | T  | C  | T  | C  | T  | -  | T  | C  | -  | C  |
| Risultato | V | V | V | N | V | N | N | V | N | N  | N  | P  | P  | P  | -  | V  | N  | -  | P  | P  | P  | N  | N  | V  | P  | V  | P  | N  | P  | V  | N  | V  | P  | -  | N  | V  | -  | N  |
| Posizione | 5 | 2 | 1 | 1 | 1 | 1 | 2 | 1 | 1 | 1  | 1  | 2  | 3  | 3  | 5  | 4  | 4  | 5  | 8  | 8  | 10 | 11 | 10 | 8  | 10 | 9  | 9  | 9  | 10 | 9  | 9  | 8  | 8  | 9  | 9  | 7  | 9  | 9  |

Legenda:

Luogo: C = Casa; T = Trasferta. Risultato: V = Vittoria; N = Pareggio; P = Sconfitta.
- = Turno di riposo.